# Liste der Kulturdenkmale im Stadtbezirk Stöckheim-Leiferde
Die Liste der Kulturdenkmale im Stadtbezirk Stöckheim-Leiferde umfasst einen Teil der Kulturdenkmale im Braunschweiger Stadtbezirk Stöckheim-Leiferde, basierend auf dem Braunschweiger Leit- und Informationssystem BLIK und Veröffentlichungen der Denkmalschutzbehörde Braunschweig.

## Kulturdenkmale
| Bild           | Bezeichnung                        | Lage                                 | Beschreibung | Bauzeit         | Eingetragen seit | Denkmal- nummer |
| -------------- | ---------------------------------- | ------------------------------------ | --- | --------------- | ---------------- | --------------- |
| BW             | Ackerhof                           | Stöckheim Dorfplatz 2 Karte          | Erhaltenes Wohnhaus eines Ackerhofes aus dem 19. Jahrhundert. | 19. Jahrhundert |                  |                 |
| BW             | Ackerhof                           | Stöckheim Kirchenbrink 6 Karte       | Teilweise erhaltener Dreiseithof aus Fachwerk. |                 |                  |                 |
| Alter Dorfkern | Alter Dorfkern                     | Stöckheim Rüninger Weg Karte         | Der alte Dorfkern von Stöckheim, das 1007 erstmals urkundlich erwähnt wurde, mit mitteldeutschen Dreiseit- und Hakenhöfen in Fachwerkkonstruktion. |                 |                  |                 |
| BW             | Burgmeierhof                       | Stöckheim Alter Platz 4 Karte        | Alter Dreiseithof aus Fachwerk. |                 |                  |                 |
| Burgmeierhof   | Burgmeierhof                       | Stöckheim Alter Platz 5 Karte        | Jugendstilvilla aus den Jahren 1902 bis 1904. | 1902–1904       |                  |                 |
| weitere Bilder | Christophoruskirche                | Leiferde Fischerbrücke Karte         | Neoromanischer Backsteinbau aus dem Jahr 1864. | 1864            |                  |                 |
| BW             | Denkmalgeschützte Gebäude          | Leiferde Karte                       | Wohnhäuser aus dem 19. Jahrhundert. | 19. Jahrhundert |                  |                 |
| BW             | Fachwerkhaus                       | Stöckheim Dorfplatz 1A Karte         | Fachwerkhaus, erbaut um 1700. | um 1700         |                  |                 |
| weitere Bilder | Friedhof                           | Leiferde Bahnhofstraße Karte         | Friedhof des Stadtteils Leiferde mit Obelisken aus dem 19. Jahrhundert. |                 |                  |                 |
| weitere Bilder | Großes Weghaus                     | Stöckheim Leipziger Straße 232 Karte | Barockes Bauwerk, erbaut zwischen 1691 und 1693 als Gasthaus und als Zollstation. Baumeister waren vermutlich Johann Balthasar Lauterbach und Hermann Korb. | 1691–1693       |                  |                 |
| weitere Bilder | Kirche zum Heiligen Leiden Christi | Stöckheim Kirchenbrink Karte         | Im 13. Jahrhundert entstandene Kirche mit spätromanischem Turm. | 13. Jahrhundert | 1250             |                 |
| BW             | Kothof                             | Stöckheim Alter Platz 2 Karte        | Wohnhaus aus Fachwerk. | 1865            |                  |                 |
| BW             | Kothof                             | Stöckheim Alter Platz 3A Karte       | Wohnhaus (18. Jahrhundert) und Hofgebäude (19. Jahrhundert) aus Fachwerk. |                 |                  |                 |
| Kothof         | Kothof                             | Stöckheim Alter Weg 3 Karte          | Dreiseithof aus Fachwerk mit Wohnhaus aus dem Jahr 1687. |                 |                  |                 |
| Kothof         | Kothof                             | Stöckheim Alter Weg 6 Karte          | Fachwerkhaus |                 |                  |                 |
| BW             | Pfarrhaus                          | Stöckheim Kirchenbrink 1 Karte       | Fachwerkhaus aus dem 19. Jahrhundert. | 19. Jahrhundert |                  |                 |
| weitere Bilder | Rokokopavillon                     | Stöckheim Leipziger Straße 234 Karte | Pavillon aus den Jahren 1763 bis 1767. Erbaut nach Plänen von Martin Peltier de Belfort. | 1763–1767       |                  |                 |
| weitere Bilder | Schriftsassenhof                   | Stöckheim Alter Weg Karte            | Die Anlage entstand durch Umgestaltung und Erweiterung eines alten Hofes, kurz nach 1752. Zuständig für diesen Umbau war Martin Peltier de Belfort. Zur Anlage gehören ein Wirtschaftsgebäude mit Tordurchfahrt, ein Fachwerkwohnhaus von 1651, ein Fachwerkwohnhaus von 1840, ein Herrenhaus (1752–1760), ein Tor mit Sandsteinpfeilern (1846), der Rokokopavillon und Teiche. | 18. Jahrhundert |                  |                 |
| weitere Bilder | Stöckheimer Markt                  | Stöckheim Stöckheimer Markt Karte    | Neue Mitte des Stadtteils Stöckheim. 1999 angelegt. Teil des Ensembles Stöckheim. | 1999            |                  |                 |
| weitere Bilder | Thiedebach                         | Leiferde Thiedebacher Weg 1 Karte    | Ehemals einzeln gelegener Hof mit Zollstation. |                 |                  |                 |
| BW             | Trappescher Hof                    | Leiferde Burg 23/24 Karte            | Wohn- und Wirtschaftsgebäude aus Fachwerk, erbaut um 1800. | ca. 1800        |                  |                 |